# U-17-Fußball-Weltmeisterschaft 2025
Die U-17-Weltmeisterschaft 2025 (offiziell FIFA U-17 World Cup 2025) soll vom 5. November bis 27. November in Katar stattfinden. Es handelt sich um die 20. Ausgabe der U-17-Fußball-Weltmeisterschaft. Erstmalig nehmen 48 Mannschaften an einer U-17-Weltmeisterschaft teil, damit verdoppelt sich die Anzahl gegenüber der vorherigen Austragung.

## Wahl des Gastgebers
Am 15. November 2023 schrieb die FIFA die Austragung der fünf aufeinanderfolgenden U-17-Weltmeisterschaftsturniere zwischen 2025 und 2029 als ein Gesamtpaket aus, Rückmeldungen wurden bis zum 4. Dezember erbeten. Im Vorfeld des 74. FIFA-Kongresses gab der Weltverband im März des folgenden Jahres bekannt, dass Katar als Ausrichter der fünf zukünftigen Endrundenturniere ausgewählt wurde.

## Teilnehmer
| Verband                                              | Qualifikationsturnier                                 | Mannschaft         | WM-Teilnahmen | WM-Teilnahmen | WM-Teilnahmen | Bisherige Bestleistung                                        |
| Verband                                              | Qualifikationsturnier                                 | Mannschaft         | Gesamt        | Erste         | Letzte        | Bisherige Bestleistung                                        |
| ---------------------------------------------------- | ----------------------------------------------------- | ------------------ | ------------- | ------------- | ------------- | ------------------------------------------------------------- |
| AFC (Asien) (Gastgeber + 8 Teams)                    | Gastgeber                                             | Katar              | 8.            | 1985          | 2005          | Vierter Platz (1991)                                          |
| AFC (Asien) (Gastgeber + 8 Teams)                    | U-17-Asienmeisterschaft 2025                          | Indonesien         | 2.            | 2023          | 2023          | Gruppenphase (2023)                                           |
| AFC (Asien) (Gastgeber + 8 Teams)                    | U-17-Asienmeisterschaft 2025                          | Japan              | 11.           | 1993          | 2023          | Viertelfinale (1993, 2011)                                    |
| AFC (Asien) (Gastgeber + 8 Teams)                    | U-17-Asienmeisterschaft 2025                          | Nordkorea          | 6.            | 2005          | 2017          | Viertelfinale (2005)                                          |
| AFC (Asien) (Gastgeber + 8 Teams)                    | U-17-Asienmeisterschaft 2025                          | Saudi-Arabien      | 4.            | 1985          | 1989          | Weltmeister (1989)                                            |
| AFC (Asien) (Gastgeber + 8 Teams)                    | U-17-Asienmeisterschaft 2025                          | Südkorea           | 8.            | 1987          | 2023          | Viertelfinale (1987, 2009, 2019)                              |
| AFC (Asien) (Gastgeber + 8 Teams)                    | U-17-Asienmeisterschaft 2025                          | Tadschikistan      | 3.            | 2007          | 2019          | Achtelfinale (2007)                                           |
| AFC (Asien) (Gastgeber + 8 Teams)                    | U-17-Asienmeisterschaft 2025                          | Usbekistan         | 4.            | 2011          | 2023          | Viertelfinale (2011, 2023)                                    |
| AFC (Asien) (Gastgeber + 8 Teams)                    | U-17-Asienmeisterschaft 2025                          | Ver. Arab. Emirate | 4.            | 1991          | 2013          | Achtelfinale (2009)                                           |
| CAF (Afrika) (10 Teams)                              | U-17-Afrika-Cup 2025                                  | Ägypten            | 3.            | 1987          | 1997          | Viertelfinale (1997)                                          |
| CAF (Afrika) (10 Teams)                              | U-17-Afrika-Cup 2025                                  | Burkina Faso       | 6.            | 1999          | 2023          | Dritter Platz (2001)                                          |
| CAF (Afrika) (10 Teams)                              | U-17-Afrika-Cup 2025                                  | Elfenbeinküste     | 5.            | 1987          | 2013          | Dritter Platz (1987)                                          |
| CAF (Afrika) (10 Teams)                              | U-17-Afrika-Cup 2025                                  | Mali               | 7.            | 1997          | 2023          | Zweiter Platz (2015)                                          |
| CAF (Afrika) (10 Teams)                              | U-17-Afrika-Cup 2025                                  | Marokko            | 3.            | 2013          | 2023          | Viertelfinale (2023)                                          |
| CAF (Afrika) (10 Teams)                              | U-17-Afrika-Cup 2025                                  | Sambia             | 1.            | –             | –             | Debüt                                                         |
| CAF (Afrika) (10 Teams)                              | U-17-Afrika-Cup 2025                                  | Senegal            | 3.            | 2019          | 2023          | Achtelfinale (2019, 2023)                                     |
| CAF (Afrika) (10 Teams)                              | U-17-Afrika-Cup 2025                                  | Südafrika          | 2.            | 2015          | 2015          | Gruppenphase (2015)                                           |
| CAF (Afrika) (10 Teams)                              | U-17-Afrika-Cup 2025                                  | Tunesien           | 4.            | 1993          | 2013          | Achtelfinale (2007, 2013)                                     |
| CAF (Afrika) (10 Teams)                              | U-17-Afrika-Cup 2025                                  | Uganda             | 1.            | –             | –             | Debüt                                                         |
| CONCACAF (Nord-, Zentralamerika & Karibik) (8 Teams) | CONCACAF-U-17-Weltmeisterschaft-Qualifikation 2025    | Costa Rica         | 11.           | 1985          | 2017          | Viertelfinale (2001, 2003, 2005, 2015)                        |
| CONCACAF (Nord-, Zentralamerika & Karibik) (8 Teams) | CONCACAF-U-17-Weltmeisterschaft-Qualifikation 2025    | El Salvador        | 1.            | –             | –             | Debüt                                                         |
| CONCACAF (Nord-, Zentralamerika & Karibik) (8 Teams) | CONCACAF-U-17-Weltmeisterschaft-Qualifikation 2025    | Haiti              | 3.            | 2007          | 2019          | Gruppenphase (2007, 2019)                                     |
| CONCACAF (Nord-, Zentralamerika & Karibik) (8 Teams) | CONCACAF-U-17-Weltmeisterschaft-Qualifikation 2025    | Honduras           | 6.            | 2007          | 2017          | Viertelfinale (2013)                                          |
| CONCACAF (Nord-, Zentralamerika & Karibik) (8 Teams) | CONCACAF-U-17-Weltmeisterschaft-Qualifikation 2025    | Kanada             | 9.            | 1987          | 2023          | Gruppenphase (1987, 1989, 1993, 1995, 2011, 2013, 2019, 2023) |
| CONCACAF (Nord-, Zentralamerika & Karibik) (8 Teams) | CONCACAF-U-17-Weltmeisterschaft-Qualifikation 2025    | Mexiko             | 16.           | 1985          | 2023          | Weltmeister (2005, 2011)                                      |
| CONCACAF (Nord-, Zentralamerika & Karibik) (8 Teams) | CONCACAF-U-17-Weltmeisterschaft-Qualifikation 2025    | Panama             | 4.            | 2011          | 2023          | Achtelfinale (2011)                                           |
| CONCACAF (Nord-, Zentralamerika & Karibik) (8 Teams) | CONCACAF-U-17-Weltmeisterschaft-Qualifikation 2025    | Vereinigte Staaten | 19.           | 1985          | 2023          | Vierter Platz (1999)                                          |
| CONMEBOL (Südamerika) (7 Teams)                      | U-17-Südamerikameisterschaft                          | Argentinien        | 16.           | 1985          | 2023          | Dritter Platz (1991, 1995, 2003)                              |
| CONMEBOL (Südamerika) (7 Teams)                      | U-17-Südamerikameisterschaft                          | Bolivien           | 3.            | 1985          | 1987          | Gruppenphase (1985, 1987)                                     |
| CONMEBOL (Südamerika) (7 Teams)                      | U-17-Südamerikameisterschaft                          | Brasilien          | 19.           | 1985          | 2023          | Weltmeister (1997, 1999, 2003, 2019)                          |
| CONMEBOL (Südamerika) (7 Teams)                      | U-17-Südamerikameisterschaft                          | Chile              | 6.            | 1993          | 2019          | Dritter Platz (1993)                                          |
| CONMEBOL (Südamerika) (7 Teams)                      | U-17-Südamerikameisterschaft                          | Kolumbien          | 7.            | 1989          | 2017          | Vierter Platz (2003, 2009)                                    |
| CONMEBOL (Südamerika) (7 Teams)                      | U-17-Südamerikameisterschaft                          | Paraguay           | 6.            | 1999          | 2019          | Viertelfinale (1999, 2019)                                    |
| CONMEBOL (Südamerika) (7 Teams)                      | U-17-Südamerikameisterschaft                          | Venezuela          | 3.            | 2013          | 2023          | Achtelfinale (2023)                                           |
| OFC (Ozeanien) (3 Teams)                             | U-17-Ozeanienmeisterschaft 2025                       | Fidschi            | 1.            | –             | –             | Debüt                                                         |
| OFC (Ozeanien) (3 Teams)                             | U-17-Ozeanienmeisterschaft 2025                       | Neukaledonien      | 3.            | 2017          | 2023          | Gruppenphase (2017, 2023)                                     |
| OFC (Ozeanien) (3 Teams)                             | U-17-Ozeanienmeisterschaft 2025                       | Neuseeland         | 11.           | 1997          | 2023          | Achtelfinale (2009, 2011, 2015)                               |
| UEFA (Europa) (11 Teams)                             | U-17-Europameisterschaft-Qualifikation 2025 – Runde 2 | Belgien            | 3.            | 2007          | 2015          | Dritter Platz (2015)                                          |
| UEFA (Europa) (11 Teams)                             | U-17-Europameisterschaft-Qualifikation 2025 – Runde 2 | Deutschland        | 12.           | 1985          | 2023          | Weltmeister (2023)                                            |
| UEFA (Europa) (11 Teams)                             | U-17-Europameisterschaft-Qualifikation 2025 – Runde 2 | England            | 6.            | 2007          | 2023          | Weltmeister (2017)                                            |
| UEFA (Europa) (11 Teams)                             | U-17-Europameisterschaft-Qualifikation 2025 – Runde 2 | Frankreich         | 9.            | 1987          | 2023          | Weltmeister (2001)                                            |
| UEFA (Europa) (11 Teams)                             | U-17-Europameisterschaft-Qualifikation 2025 – Runde 2 | Irland             | 1.            | –             | –             | Debüt                                                         |
| UEFA (Europa) (11 Teams)                             | U-17-Europameisterschaft-Qualifikation 2025 – Runde 2 | Italien            | 9.            | 1985          | 2019          | Vierter Platz (1987)                                          |
| UEFA (Europa) (11 Teams)                             | U-17-Europameisterschaft-Qualifikation 2025 – Runde 2 | Kroatien           | 4.            | 2001          | 2015          | Viertelfinale (2015)                                          |
| UEFA (Europa) (11 Teams)                             | U-17-Europameisterschaft-Qualifikation 2025 – Runde 2 | Österreich         | 3.            | 1997          | 2013          | Gruppenphase (1997, 2013)                                     |
| UEFA (Europa) (11 Teams)                             | U-17-Europameisterschaft-Qualifikation 2025 – Runde 2 | Portugal           | 4.            | 1989          | 2003          | Dritter Platz (1989)                                          |
| UEFA (Europa) (11 Teams)                             | U-17-Europameisterschaft-Qualifikation 2025 – Runde 2 | Schweiz            | 2.            | 2009          | 2009          | Weltmeister (2009)                                            |
| UEFA (Europa) (11 Teams)                             | U-17-Europameisterschaft-Qualifikation 2025 – Runde 2 | Tschechien         | 2.            | 2011          | 2011          | Gruppenphase (2011)                                           |

## Gruppenphase

### Auslosung
Die Auslosung findet am 25. Mai 2025 in Doha, der Hauptstadt Katars, statt. Dabei werden die 48 Mannschaften in zwölf Gruppen zu jeweils vier Teams gelost. Gastgeber Katar ist automatisch in Topf 1 an Position A1 gesetzt. Die übrigen Mannschaften werden basierend auf ihrem Abschneiden bei den letzten fünf Ausgaben der U-17-Fußball-Weltmeisterschaft auf die weiteren Lostöpfe verteilt. Beginnend mit den Mannschaften aus Topf 1 werden die Mannschaften den Gruppen zugelost. Dabei können Mannschaften des gleichen Kontinentalverbands nicht in eine Gruppe gelost werden.
| Topf 1 | Topf 2 | Topf 3 | Topf 4 |
| --- | --- | --- | --- |
| Katar (Gastgeber/A1) Brasilien Frankreich Mali Deutschland Mexiko Argentinien England Japan USA Paraguay Senegal | Südkorea Marokko Usbekistan Italien Belgien Neuseeland Chile Venezuela Kroatien Kolumbien Honduras Burkina Faso | Costa Rica Tadschikistan Panama Indonesien Nordkorea Elfenbeinküste Tunesien Neukaledonien Kanada Südafrika Österreich Haiti | Ver. Arab. Emirate Portugal Tschechien Irland Schweiz Sambia Ägypten Uganda Bolivien Saudi-Arabien El Salvador Fidschi |

### Gruppe A
| Pl. | Land      | Sp. | S | U | N | Tore    | Diff. | Punkte |
| --- | --------- | --- | - | - | - | ------- | ----- | ------ |
| 1.  | Katar     | 0   | 0 | 0 | 0 | 000:000 | ±0    | 0      |
| 1.  | Italien   | 0   | 0 | 0 | 0 | 000:000 | ±0    | 0      |
| 1.  | Südafrika | 0   | 0 | 0 | 0 | 000:000 | ±0    | 0      |
| 1.  | Bolivien  | 0   | 0 | 0 | 0 | 000:000 | ±0    | 0      |

### Gruppe B
| Pl. | Land          | Sp. | S | U | N | Tore    | Diff. | Punkte |
| --- | ------------- | --- | - | - | - | ------- | ----- | ------ |
| 1.  | Japan         | 0   | 0 | 0 | 0 | 000:000 | ±0    | 0      |
| 1.  | Marokko       | 0   | 0 | 0 | 0 | 000:000 | ±0    | 0      |
| 1.  | Neukaledonien | 0   | 0 | 0 | 0 | 000:000 | ±0    | 0      |
| 1.  | Portugal      | 0   | 0 | 0 | 0 | 000:000 | ±0    | 0      |

### Gruppe C
| Pl. | Land               | Sp. | S | U | N | Tore    | Diff. | Punkte |
| --- | ------------------ | --- | - | - | - | ------- | ----- | ------ |
| 1.  | Senegal            | 0   | 0 | 0 | 0 | 000:000 | ±0    | 0      |
| 1.  | Kroatien           | 0   | 0 | 0 | 0 | 000:000 | ±0    | 0      |
| 1.  | Costa Rica         | 0   | 0 | 0 | 0 | 000:000 | ±0    | 0      |
| 1.  | Ver. Arab. Emirate | 0   | 0 | 0 | 0 | 000:000 | ±0    | 0      |

### Gruppe D
| Pl. | Land        | Sp. | S | U | N | Tore    | Diff. | Punkte |
| --- | ----------- | --- | - | - | - | ------- | ----- | ------ |
| 1.  | Argentinien | 0   | 0 | 0 | 0 | 000:000 | ±0    | 0      |
| 1.  | Belgien     | 0   | 0 | 0 | 0 | 000:000 | ±0    | 0      |
| 1.  | Tunesien    | 0   | 0 | 0 | 0 | 000:000 | ±0    | 0      |
| 1.  | Fidschi     | 0   | 0 | 0 | 0 | 000:000 | ±0    | 0      |

### Gruppe E
| Pl. | Land      | Sp. | S | U | N | Tore    | Diff. | Punkte |
| --- | --------- | --- | - | - | - | ------- | ----- | ------ |
| 1.  | England   | 0   | 0 | 0 | 0 | 000:000 | ±0    | 0      |
| 1.  | Venezuela | 0   | 0 | 0 | 0 | 000:000 | ±0    | 0      |
| 1.  | Haiti     | 0   | 0 | 0 | 0 | 000:000 | ±0    | 0      |
| 1.  | Ägypten   | 0   | 0 | 0 | 0 | 000:000 | ±0    | 0      |

### Gruppe F
| Pl. | Land           | Sp. | S | U | N | Tore    | Diff. | Punkte |
| --- | -------------- | --- | - | - | - | ------- | ----- | ------ |
| 1.  | Mexiko         | 0   | 0 | 0 | 0 | 000:000 | ±0    | 0      |
| 1.  | Südkorea       | 0   | 0 | 0 | 0 | 000:000 | ±0    | 0      |
| 1.  | Elfenbeinküste | 0   | 0 | 0 | 0 | 000:000 | ±0    | 0      |
| 1.  | Schweiz        | 0   | 0 | 0 | 0 | 000:000 | ±0    | 0      |

### Gruppe G
| Pl. | Land        | Sp. | S | U | N | Tore    | Diff. | Punkte |
| --- | ----------- | --- | - | - | - | ------- | ----- | ------ |
| 1.  | Deutschland | 0   | 0 | 0 | 0 | 000:000 | ±0    | 0      |
| 1.  | Kolumbien   | 0   | 0 | 0 | 0 | 000:000 | ±0    | 0      |
| 1.  | Nordkorea   | 0   | 0 | 0 | 0 | 000:000 | ±0    | 0      |
| 1.  | El Salvador | 0   | 0 | 0 | 0 | 000:000 | ±0    | 0      |

### Gruppe H
| Pl. | Land       | Sp. | S | U | N | Tore    | Diff. | Punkte |
| --- | ---------- | --- | - | - | - | ------- | ----- | ------ |
| 1.  | Brasilien  | 0   | 0 | 0 | 0 | 000:000 | ±0    | 0      |
| 1.  | Honduras   | 0   | 0 | 0 | 0 | 000:000 | ±0    | 0      |
| 1.  | Indonesien | 0   | 0 | 0 | 0 | 000:000 | ±0    | 0      |
| 1.  | Sambia     | 0   | 0 | 0 | 0 | 000:000 | ±0    | 0      |

### Gruppe I
| Pl. | Land          | Sp. | S | U | N | Tore    | Diff. | Punkte |
| --- | ------------- | --- | - | - | - | ------- | ----- | ------ |
| 1.  | USA           | 0   | 0 | 0 | 0 | 000:000 | ±0    | 0      |
| 1.  | Burkina Faso  | 0   | 0 | 0 | 0 | 000:000 | ±0    | 0      |
| 1.  | Tadschikistan | 0   | 0 | 0 | 0 | 000:000 | ±0    | 0      |
| 1.  | Tschechien    | 0   | 0 | 0 | 0 | 000:000 | ±0    | 0      |

### Gruppe J
| Pl. | Land       | Sp. | S | U | N | Tore    | Diff. | Punkte |
| --- | ---------- | --- | - | - | - | ------- | ----- | ------ |
| 1.  | Paraguay   | 0   | 0 | 0 | 0 | 000:000 | ±0    | 0      |
| 1.  | Usbekistan | 0   | 0 | 0 | 0 | 000:000 | ±0    | 0      |
| 1.  | Panama     | 0   | 0 | 0 | 0 | 000:000 | ±0    | 0      |
| 1.  | Irland     | 0   | 0 | 0 | 0 | 000:000 | ±0    | 0      |

### Gruppe K
| Pl. | Land       | Sp. | S | U | N | Tore    | Diff. | Punkte |
| --- | ---------- | --- | - | - | - | ------- | ----- | ------ |
| 1.  | Frankreich | 0   | 0 | 0 | 0 | 000:000 | ±0    | 0      |
| 1.  | Chile      | 0   | 0 | 0 | 0 | 000:000 | ±0    | 0      |
| 1.  | Kanada     | 0   | 0 | 0 | 0 | 000:000 | ±0    | 0      |
| 1.  | Uganda     | 0   | 0 | 0 | 0 | 000:000 | ±0    | 0      |

### Gruppe L
| Pl. | Land          | Sp. | S | U | N | Tore    | Diff. | Punkte |
| --- | ------------- | --- | - | - | - | ------- | ----- | ------ |
| 1.  | Mali          | 0   | 0 | 0 | 0 | 000:000 | ±0    | 0      |
| 1.  | Neuseeland    | 0   | 0 | 0 | 0 | 000:000 | ±0    | 0      |
| 1.  | Österreich    | 0   | 0 | 0 | 0 | 000:000 | ±0    | 0      |
| 1.  | Saudi-Arabien | 0   | 0 | 0 | 0 | 000:000 | ±0    | 0      |